# Kamennoje
Der Kamennoje (oder Osero Kamennoje, russisch Озеро Каменное) ist ein See in der Republik Karelien in Russland nahe der Grenze zu Finnland.
Der See hat eine Fläche von 95,5 km².
Sein Einzugsgebiet umfasst 668 km².
Der See wird nach Osten über den Nogeusjoki zum Njuk entwässert.
Er liegt somit im Einzugsgebiet des Tschirka-Kem und des Kem.